# نیوآرک (دلاور)
نیوآرک، دلاور (به انگلیسی: Newark, Delaware) یک شهر در ایالات متحده آمریکا است که در دلاویر واقع شده‌است.

## نگارخانه

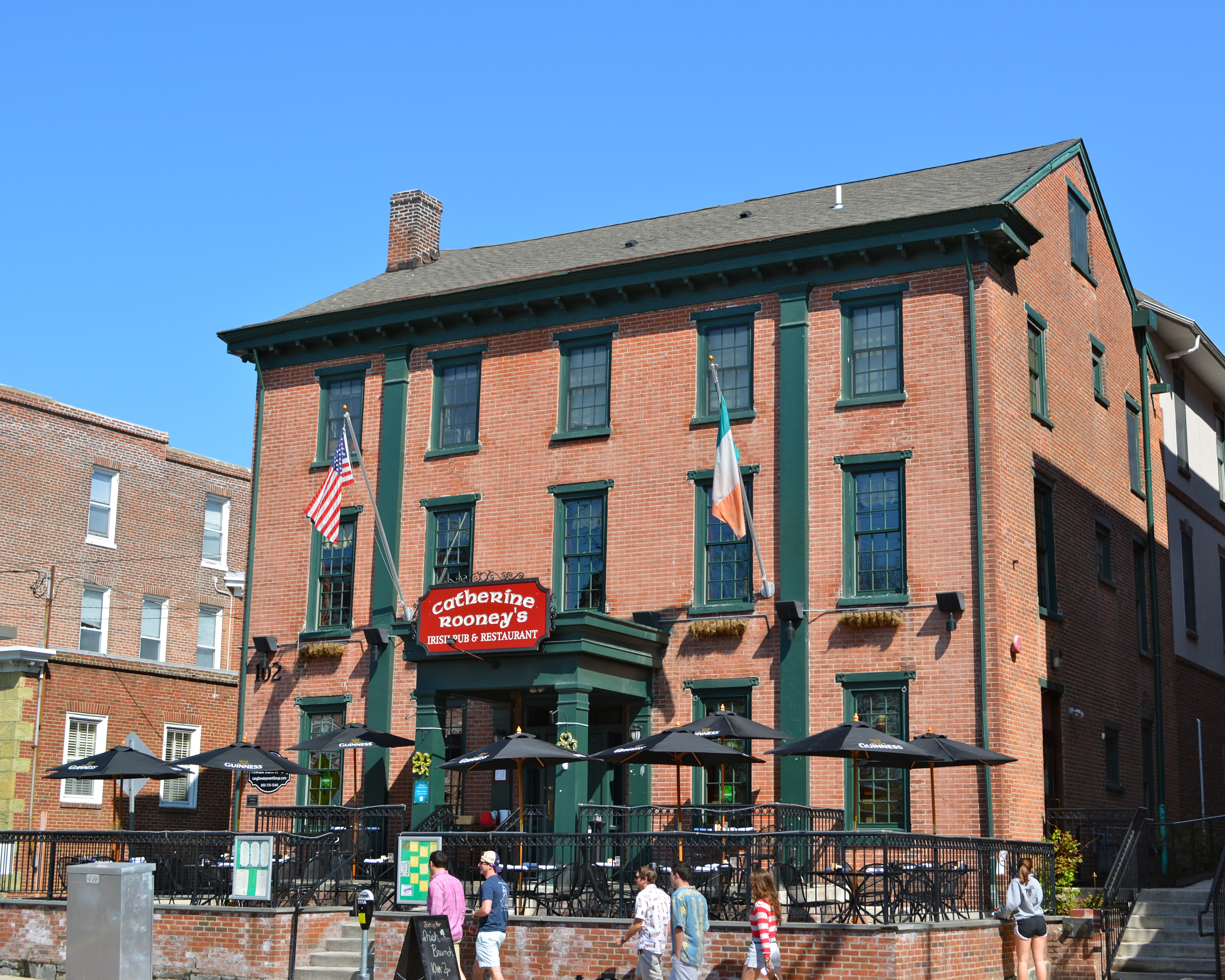
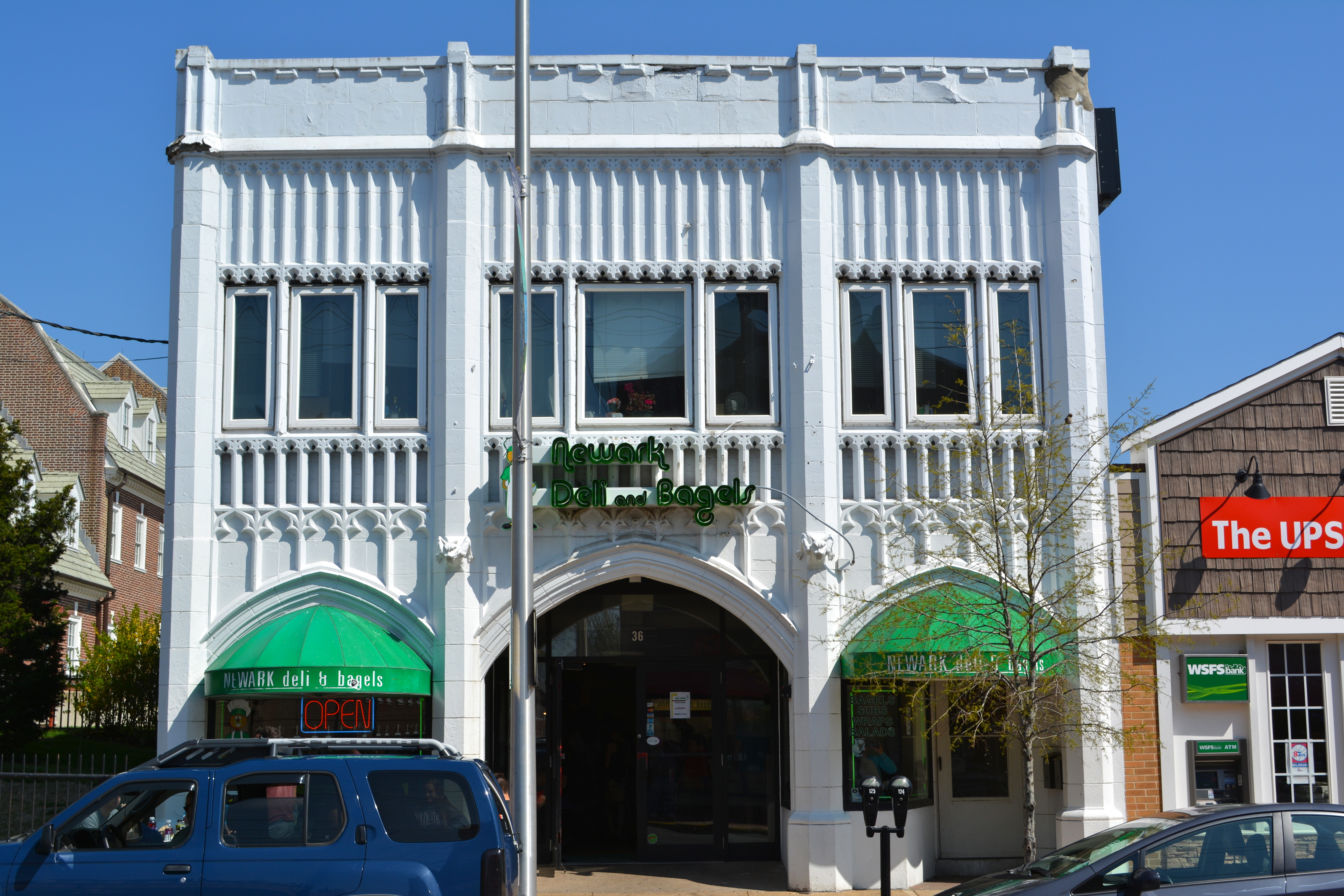
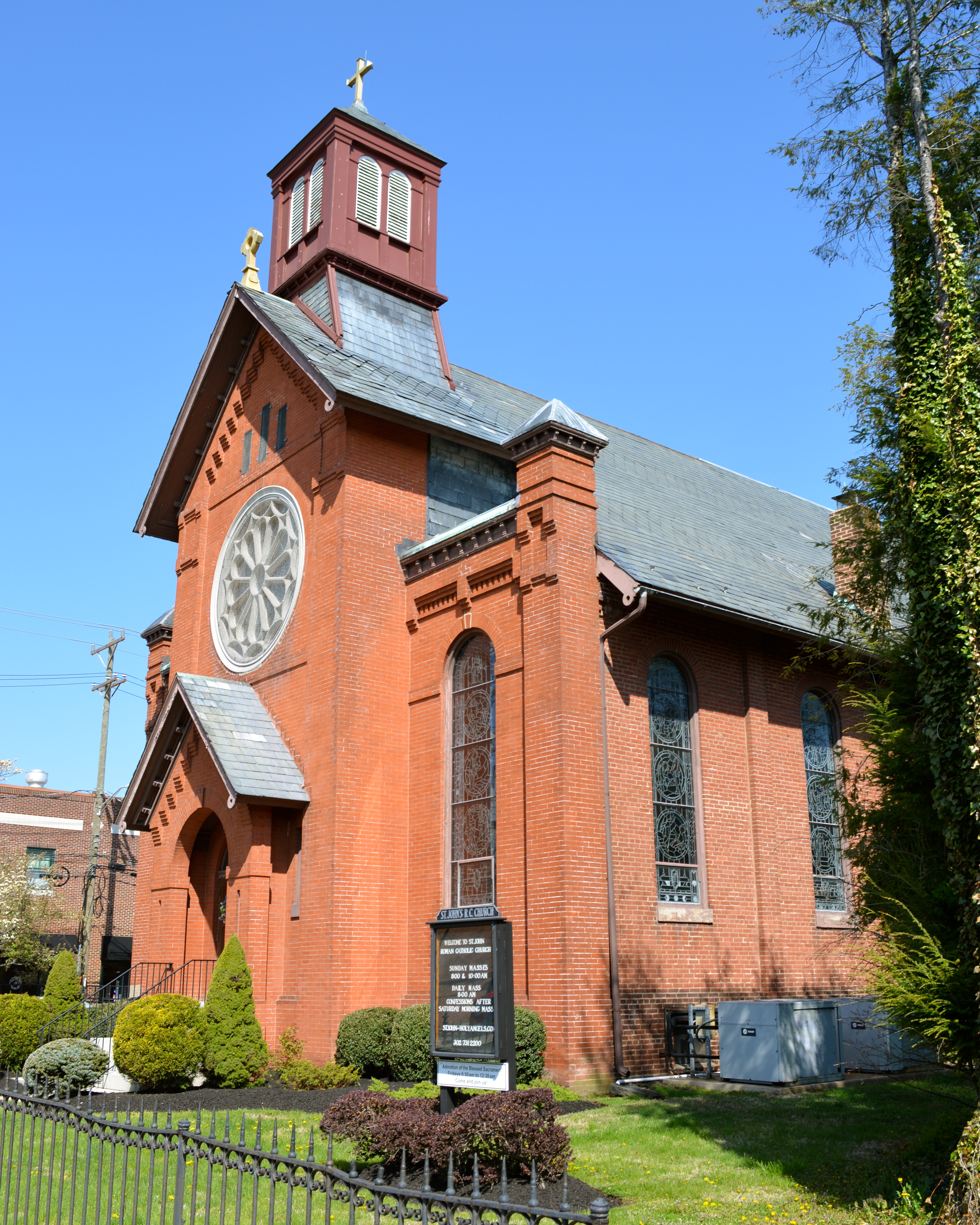

## خصوصیات
نیوآرک ۳۱٬۴۵۴ نفر جمعیت دارد.